# 무법자 (2010년 드라마 영화)
《무법자》(Hors-la-loi, Outside The Law)는 벨기에에서 제작된 라시드 부샤렙 감독의 2010년 액션, 드라마 영화이다. 자멜 드부즈 등이 주연으로 출연하였고 진 브레햇 등이 제작에 참여하였다.
이 영화는 제83회 아카데미상 외국어 영화상 부문에 후보로 지명되었다.

## 출연

### 주연
- 자멜 드부즈
- 로쉬디 젬

### 조연
- 사브리나 세이베쿠
- 사미 부아질라
- 아사드 보우압
- 사미르 구에스미
- 베르나르 블랑칸
- 장-피에르 로릿
- 레지스 로멜
- 코렌틴 로벳
- 아메드 베나이사
- 차피아 부드라
- 모라드 켄
- 라비 젝칼

## 기타
- 공동제작: 애드리언 폴리토스키
- 공동제작: 질 바테르케인